# Mogens Schou
Mogens Schou, född 24 november 1918, död 29 september 2005, var en dansk psykiater känd som en av de första att behandla manodepressiva patienter med litium.
År 1993 utnämndes han till hedersdoktor vid Karlsuniversitetet i Prag.